# Dedicated to You (album Frank Sinatra)
Dedicated to You è il quinto album del cantante statunitense Frank Sinatra, pubblicato nel marzo 1950 in una raccolta di quattro dischi 78 giri e sotto forma di LP.

## Tracce
1. The Music Stopped (3:01) (Gregg Martin)
2. The Moon Was Yellow (2:57) (Fred E. Ahlert, Edgar Leslie)
3. I Love You (2:40) (Cole Porter)
4. Strange Music (2:58) (Edvard Grieg)
5. Where or When (3:14) (Richard Rodgers, Lorenz Hart)
6. None But the Lonely Heart (3:32)
7. Always (2:57) (Irving Berlin)
8. Why Was I Born? (2:43) (Jerome Kern, Oscar Hammerstein II)

## Musicisti
- Frank Sinatra - voce;
- Axel Stordahl - arrangiamenti.